# 地福寺 (足立区)
地福寺（じふくじ）は、東京都足立区にある真言宗系の単立寺院。

## 歴史
創建年代は不明であるが、寛永年間（1624年～1644年）の墓石があることから、少なくとも江戸時代初期には既に存在していたものと推測される。
恵明寺の末寺であり、恵明寺住職の隠居寺であったという。
江北氷川神社の別当寺であった。当寺は観音菩薩像を所蔵しているが、もとは江北氷川神社で祀っていたものである。明治の神仏分離により、旧別当寺の当寺が預かることになった。
元々は真言宗豊山派の寺院であったが、1953年（昭和28年）に離脱し単立寺院となっている。

## 交通アクセス
- 高野駅より徒歩13分。